# Badauí
Badauí, nome artístico de Fernando Estéfano Badauí (São Paulo, 12 de março de 1976), é um cantor e compositor brasileiro, que ficou famoso nacionalmente com o seu trabalho como vocalista e líder da banda de hardcore melódico brasileira CPM 22.

## Carreira musical
É vocalista da banda CPM 22 desde 1996, quando o ex-vocalista não apareceu mais para ensaiar e o guitarrista Wally, que era seu vizinho, o chamou para fazer parte do grupo. No inicio o próprio Badauí conta que quando entrou na banda mal sabia pegar em um microfone. Seu primeiro show foi num alambique na cidade de Santana de Parnaíba e o palco foi improvisado em cima de caixas de laranja.
Desde 2009, Badauí também é o vocalista da banda Medellin. A banda, que é formada pelos guitarristas Hospede (ex-Dead Fish) e Pablo, pelo baixista Bruno Bin (ex-Swell) e pelo baterista Carioca, toca um som parecido com o New York hardcore e metalcore.

## Vida pessoal
É filho da dona de casa Bruna Maria Badauí e do funcionário de distribuidora José Estéfano Badauí. Antes de fazer parte do CPM 22, foi entregador de panetone pela distribuidora que seu pai trabalhava. Em 1998 começou a cursar a faculdade de Desenho Industrial mas, acabou desistindo depois de dois anos e meio pois a banda já estava se estruturando na mídia.
Junto com o chef Henrique Fogaça é sócio desde 2013 do restaurante gastropub O Cão Véio, no bairro de Pinheiros, em São Paulo.

## Controvérsias
Chorão, vocalista do Charlie Brown Jr., durante um show em São Paulo, chamou Badauí de playboy e falso, o acusou de falar mal de sua banda para uma revista. Em 2013, dias após a morte de Chorão, Badauí deu uma entrevista ao Portal R7 afirmando que eles haviam se acertado e que as polêmicas tinham ficado no passado. Segundo Badauí:
Apesar de termos umas desavenças no passado (...) as coisas ficaram esclarecidas entre nós e é uma pena que a gente não tenha fortalecido uma amizade.— Badauí em entrevista ao porta de entretenimento do R7
Em 2018 o antigo produtor da banda Rick Bonadio afirmou que teve problemas financeiros com a banda CPM 22. Badauí deu então sua versão da história afirmando que a versão do produtor não era verídica e criticou Rick Bonadio pelo trabalho realizado junto a banda.

## Discografia

### Com o CPM 22

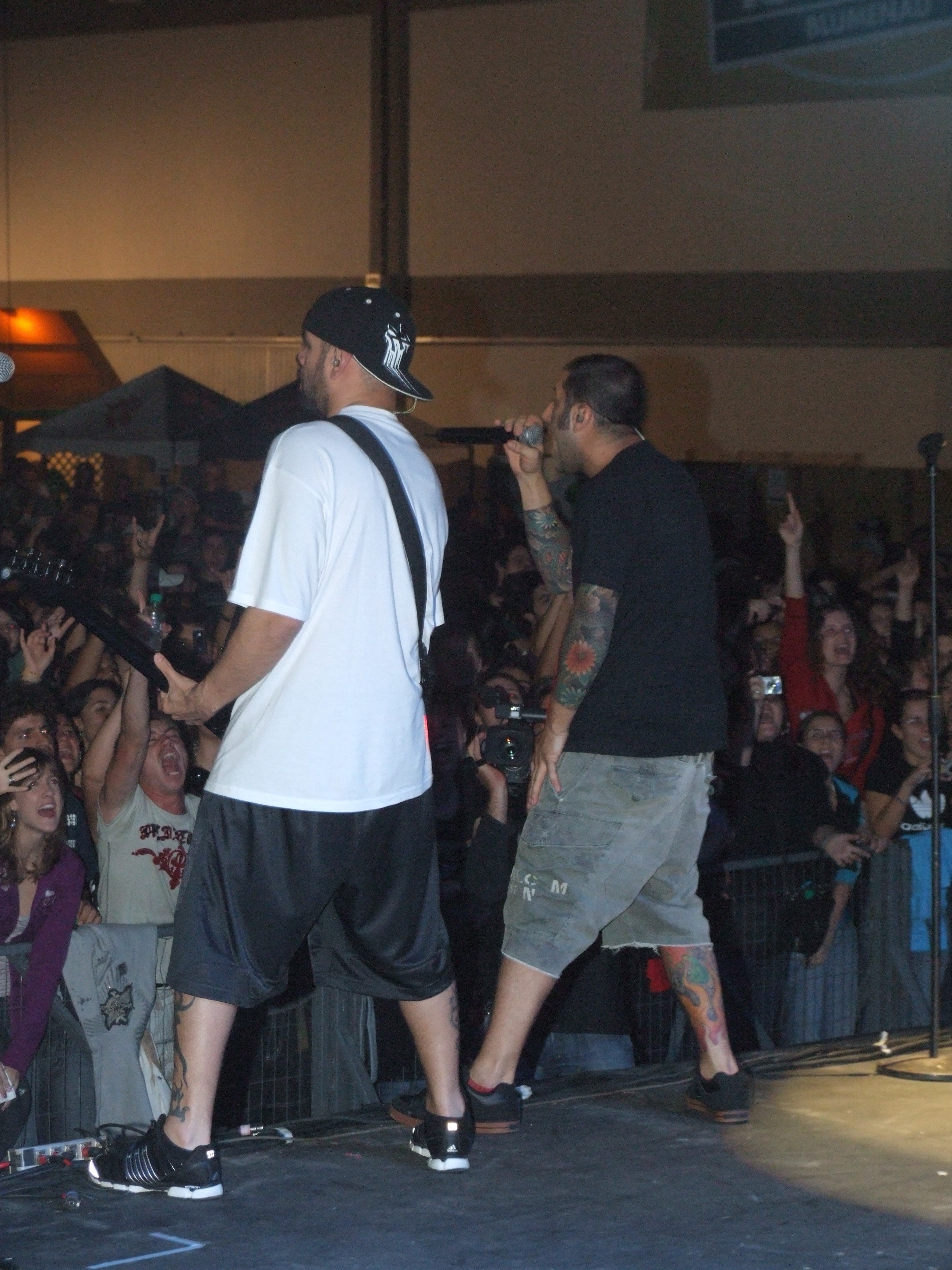
Badauí ao lado do Guitarrista Luciano Garcia em 2008.

#### Demos
- (1996) Como Por Moral
- (1998) CPM 22

#### Álbuns de estúdio
- (2000) A Alguns Quilômetros de Lugar Nenhum
- (2001) CPM 22
- (2002) Chegou a Hora de Recomeçar
- (2005) Felicidade Instantânea
- (2007) Cidade Cinza
- (2011) Depois de um Longo Inverno
- (2017) Suor e Sacrifício

#### Álbuns ao vivo
- (2006) MTV ao Vivo
- (2013) CPM 22 - Acústico
- (2016) CPM 22 ao Vivo no Rock in Rio

## Participação em outros projetos
| Ano  | Banda           | Álbum                                        | Info                                                                          |
| ---- | --------------- | -------------------------------------------- | ----------------------------------------------------------------------------- |
| 2008 | TH6             | Contra Insetos Parasitas                     | Participação especial na faixa "Como Se Fosse Assim"                          |
| 2010 | Fitacola        | Outros Dias                                  | Participação especial na faixa "Outros Dias" (creditado como Fernando Badauí) |
| 2016 | Impatients      | Impatients                                   | Participação especial na faixa "Quarto Escuro"                                |
| 2016 | Vários Artistas | O Pulso Ainda Pulsa (álbum tributo ao Titãs) | Participação na faixa "Homem Primata"                                         |
| 2018 | Capital Inicial | Sonora                                       | Participação especial na faixa "Velocidade" (creditado como Fernando Badauí)  |

## Prêmios

### Prêmios com a Banda
| Ano  | Prêmio                                                  | Categoria                       | Entidade                                        |
| ---- | ------------------------------------------------------- | ------------------------------- | ----------------------------------------------- |
| 2005 | Melhores do Ano (CPM 22)                                | Melhor Banda                    | Domingão do Faustão                             |
| 2005 | Meus Prêmios Nick (CPM 22)                              | Banda Favorita                  | Nickelodeon Kids' Choice Awards                 |
| 2005 | Meus Prêmios Nick - Um minuto para o fim do mundo       | Melhor Música                   | Nickelodeon Kids' Choice Awards                 |
| 2006 | Meus Prêmios Nick (CPM 22)                              | Banda Favorita                  | Nickelodeon Kids' Choice Awards                 |
| 2006 | Melhores do Ano (CPM 22)                                | Melhor Banda                    | Domingão do Faustão                             |
| 2006 | Melhores do Ano (CPM 22)                                | Melhor Banda                    | Domingão do Faustão                             |
| 2007 | Multishow de Música Brasileira - DVD CPM 22 MTV ao vivo | Melhor DVD                      | Multishow                                       |
| 2008 | Grammy Latino (CPM 22)                                  | Melhor álbum de rock brasileiro | Academia Latina de Artes e Ciências da Gravação |
| 2013 | Site Uol - Acústico (CPM 22)                            | Melhor álbum de rock do Ano     |                                                 |

Discos de Ouro:
- 2001 — CPM 22 (Álbum) — ABPD
- 2002 — Chegou a Hora de Recomeçar — ABPD
- 2005 — Felicidade Instantânea — ABPD
- 2006 — CPM 22 - MTV AO VIVO — ABPD